# برگکامن
شهر برگکامن در ایالت نوردراین-وستفالن در کشور آلمان واقع شده است.